# Papa Was a Rollin' Stone
"Papa Was a Rollin' Stone" (Ba là một gã bụi đời) là một bản nhạc chơi theo phong cách psychedelic soul, được viết bởi các nhà soạn nhạc của Motown Norman Whitfield và Barrett Strong vào năm 1971. Bản này được phát hành như là một đĩa đơn vào đầu năm 1972 và cũng có mặt trong album Law of the Land năm 1973.
Sau đó cùng năm, Whitfield, sản xuất bản "Papa Was a Rollin' Stone" cùng với ban nhạc The Temptations biến nó thành một bản nhạc dài 12 phút, thành hit hạng một trong Billboard Hot 100 và đạt được 3 giải Grammy 1973. Nó được xếp hạng 168 trong danh sách 500 bài hát vĩ đại nhất của Rolling Stone, một trong ba bản nhạc của nhóm được đưa vào danh sách này. Nó là bản nhạc cuối của The Temptations mà trở thành hit số 1, giúp cho nhóm được giải Grammy thứ 2.

## Nội dung
Trong bản nhạc Papa Was a Rollin' Stone, cậu con trai hỏi mẹ về cha mình, người mà cậu chưa bao giờ gặp mặt. Qua đó anh ta biết được người cha nghiện rượu của mình đã có ba đứa con khác với một người phụ nữ khác và không bao giờ đi làm. Thay vào đó, ông ta rao giảng trước cửa sổ các cửa hàng, rời bỏ gia đình và từ đó sống trên đường phố. Nhà là nơi ông ta treo cái mũ của mình — ông là một kẻ bụi đời. 